# Puerto Triunfo
Puerto Triunfo – miasto w Kolumbii, w departamencie Antioquia.